# Kersten Flenter

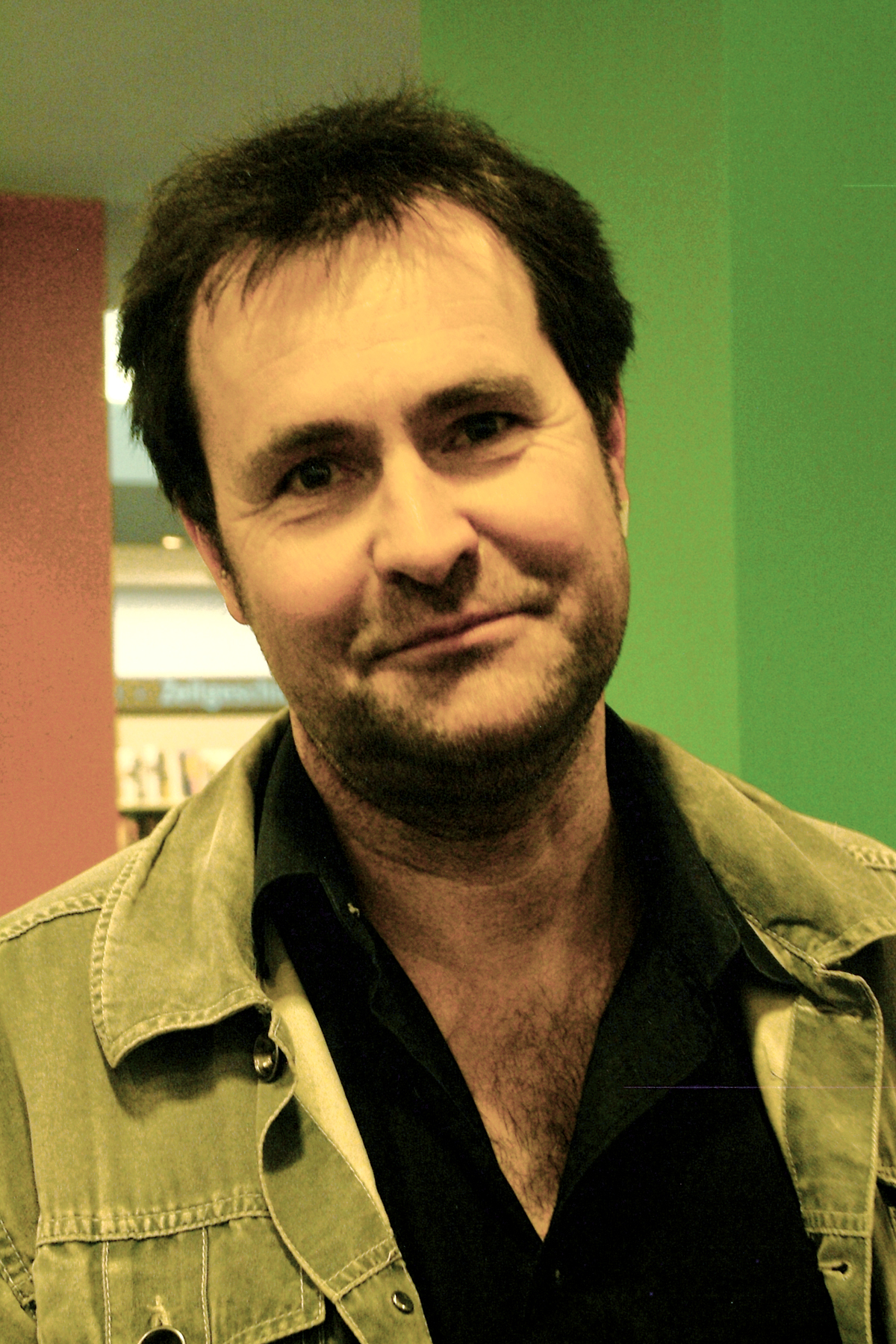
Kersten Flenter (2012)

Kersten Flenter (* 29. Oktober 1966 in Hannover) ist ein deutscher Autor, Herausgeber und Sänger.

## Leben
Nach seinem Zivildienst absolvierte Kersten Flenter in seiner Heimatstadt Hannover ein Studium der Germanistik und Soziologie. Seit 1991 ist er als Literat und mit literaturnahen Tätigkeiten sowie Bühnenauftritten beschäftigt. Erstere umfassen neben dem Verfassen von Kurzgeschichten, Romanen, Gedichten und Kolumnen auch z. B. Rezensionen und Lektorate. Weiterhin organisiert und moderiert er Kulturveranstaltungen und tritt mit seinen Texten auf.
Flenter war (gemeinsam mit Max Würden) Initiator und Produzent des internationalen CD-/DVD-Projektes „Urban Electronic Poetry“ (2004), eine Zusammenarbeit von vierzehn Autoren und neun Musikern sowie Filmemachern aus fünf Ländern. Im Oktober 2004 war er einziger deutscher Teilnehmer bei den Canadian Spoken Wordlympics in Ottawa, von 2005 bis 2009 Gründungsmitglied der ersten hannoverschen Lesebühne OraL (Organisation für angewandte Literatur), seit 2011 ist er Mitglied der Lesebühne „Nachtbarden“ (Kabarettpreis „Fohlen von Niedersachsen“ im November 2015).
Im Jahr 2000 ernannte das Magazin PRINZ Kersten Flenter für seine Aktivitäten als Veranstalter und Organisator (Lesereihe im Kulturzentrum Faust, Hannover-Linden 1993–99, Buchfrust Music & Poetry-Festival 1995–99) zu einem der 50 wichtigsten Hannoveraner.
Sein zusammen mit Thorsten Nesch veröffentlichter Roman Ein Drehbuch für Götz. Eine sardische Aussteigerkomödie ist 2012 im Satyr Verlag erschienen. Es handelt von einem Aussteiger auf Sardinien, der sich auf die Suche nach einem dort lebenden Schriftsteller, von den Einheimischen liebevoll Götz genannt, macht, um ihm sein Drehbuch vorzulegen.
Neben seinen Romanen hat Flenter zahlreiche Kurzgeschichtenbände veröffentlicht. Weiterhin erscheinen bis heute praktisch jährlich Gedichtbände von ihm. Seine Gedichte sind oft geprägt von Schwermut und Sarkasmus, transportieren aber auch Hoffnung und bisweilen berauschte Lebensenergie. In seinen Gedichten arbeitet er mit intensiver Bildsprache, die deutlich seinen Werdegang aus dem Social Beat der 1990er Jahre zeigen.
Als Sänger tritt er unter anderem in den Programmen Wiegenlieder, Waisen & Krakeeler – Songs und Texte von Tom Waits mit Christoph Knop und Band, Lesetrieb trifft Tresenlied mit der Band Schöneworth, Wir sind nicht für die Wirklichkeit gemacht, sondern für die Liebe mit Lukas Rauchstein sowie mit dem Singer-/Songwriter-Duo Fränkie & Fronqkh auf.

## Werke
- Zappen im Kaltland-TV. Erzählungen, Isabel-Rox-Verlag, Riedstadt 1993, ISBN 3-928937-01-4.
- Drei Akkord Hinterhofträume. Gedichte, Ariel Verlag, Riedstadt 1995, ISBN 3-930148-06-4.
- Die verschwendeten Jahre. Erzählungen, Ariel Verlag, Riedstadt 1996.
- Junkie-Ufer. Erzählungen, Killroy Media Verlag, Asperg 2000, ISBN 3-931140-22-9.
- Erinnerungen an Deutschland. Gedichte, Ariel Verlag, Riedstadt 2004, ISBN 3-930148-32-3.
- Privilegierte Verlierer. Roman, Agenda Zeitungsverlag, Hannover 2005.
- Peinliche Gewinner und andere Geschichten. Erzählungen, Blaulicht-Verlag, Helmstedt 2009, ISBN 978-3-941552-03-6.
- Glückselige Waisen der Verwirrung. Gedichte, Ariel Verlag, Riedstadt 2009, ISBN 978-3-930148-44-8.
- Die fetten Haare sind gewaschen. Gedichte, Ariel Verlag, Riedstadt 2011, ISBN 978-3-930148-50-9.
- Erklärt Stroganow. Glossen, Argus Print Media Verlag, Hannover 2012, ISBN 978-3-9814870-0-8.
- mit Thorsten Nesch: Ein Drehbuch für Götz. Eine sardische Aussteigerkomödie, Satyr Verlag, Berlin 2012, ISBN 978-3-9814891-8-7.
- Bevor du mich schön trinkst, Zeitgemäße Tresenlieder, Gonzo Verlag, Mainz 2014, ISBN 978-3-944564-06-7.
- Wir sind nicht für die Wirklichkeit gemacht, sondern für die Liebe, Erzählungen, Rodneys Underground Press, Dortmund 2014.
- mit Ralf Hansen: Linden, .. eine fotografische Stadtreise, zu Klampen Verlag, Springe 2014, ISBN 978-3-86674-505-6.
- Als das Trinken noch geholfen hat, 12 Heimatgedichte für Heimatlose. edition roadhouse, Hannover 2017.
- mit Biena Monecke: Wenn wir zum Ende kommen. Texte und Bilder über Friedhöfe und Tode, Trauern und Abschied nehmen. Mit einem Vorwort von Cordula Wächtler. Blaulicht Verlag, Helmstedt 2018, ISBN 978-3-941552-44-9.